# Андерсон (Алабама)
Андерсон (англ. Anderson) — місто (англ. town) в США, в окрузі Лодердейл штату Алабама. Населення — 254 особи (2020).

## Географія
Андерсон розташований за координатами 34°54′56″ пн. ш. 87°16′27″ зх. д. / 34.91556° пн. ш. 87.27417° зх. д. (34.915675, -87.274274).  За даними Бюро перепису населення США в 2010 році місто мало площу 3,35 км², з яких 3,35 км² — суходіл та 0,00 км² — водойми.

## Демографія
Згідно з переписом 2010 року, у місті мешкали 282 особи в 119 домогосподарствах у складі 82 родин. Густота населення становила 84 особи/км².  Було 156 помешкань (47/км²).
Расовий склад населення:
| - 97,9 % — білих - 0,4 % — корінних американців |

До двох чи більше рас належало 1,8 %. Частка іспаномовних становила 0,7 % від усіх жителів.
За віковим діапазоном населення розподілялося таким чином: 21,6 % — особи молодші 18 років, 57,8 % — особи у віці 18—64 років, 20,6 % — особи у віці 65 років та старші. Медіана віку мешканця становила 45,0 року. На 100 осіб жіночої статі у місті припадало 93,2 чоловіків;  на 100 жінок у віці від 18 років та старших — 88,9 чоловіків також старших 18 років.
Середній дохід на одне домашнє господарство  становив 45 587 доларів США (медіана — 34 792), а середній дохід на одну сім'ю — 56 683 долари (медіана — 51 250). Медіана доходів становила 38 125 доларів для чоловіків та 27 045 доларів для жінок. За межею бідності перебувало 13,8 % осіб, у тому числі 28,1 % дітей у віці до 18 років та 9,8 % осіб у віці 65 років та старших.
Цивільне працевлаштоване населення становило 141 осіб. Основні галузі зайнятості: роздрібна торгівля — 21,3 %, освіта, охорона здоров'я та соціальна допомога — 20,6 %, мистецтво, розваги та відпочинок — 14,2 %, будівництво — 14,2 %.